# NEROCA Football Club
Il NEROCA (nome completo: North Eastern Re-Organising Cultural Association) è una società calcistica indiana con sede nella città di Imphal. Fondata nel 1965, milita nell'I-League.

## Colori e simboli

### Colori
Il colore della squadra è l'arancione.

## Strutture
Il Khuman Lampak Main Stadium è lo stadio principale della squadra con una capacità di 30.000 posti a sedere.

## Società

### Sponsor
Di seguito la cronologia di fornitori tecnici e sponsor del NEROCA.
| Sponsor Tecnici - 2015−16 Glory Sports - 2016−17 BEE ATHLETIC - 2017− Vector X | Sponsor Ufficiali - 2014 Classic Group of Hotels |

## Allenatori e presidenti
| Allenatori - ?- attuale Manuel Retamero Fraile | Presidenti - ?-attuale Dr. Thangjam Dhabali |

## Palmarès

### Competizioni nazionali
- I-League 2nd Division: 1

2016-2017

### Altri piazzamenti
- I-League:

Secondo posto: 2017-2018
- I-League 2nd Division:

Terzo posto: 2015-2016

## Organico

### Rosa
| N. |                              | Ruolo | Calciatore                 |
| -- | ---------------------------- | ----- | -------------------------- |
| 1  | India (bandiera)             | P     | Loitongbam Bishorjit Singh |
| 2  | India (bandiera)             | D     | Naorem James Singh         |
| 3  | India (bandiera)             | D     | Shoaib Akhtar              |
| 4  | India (bandiera)             | D     | Longjam Gobin              |
| 5  | Liberia (bandiera)           | D     | Varney Kallon              |
| 6  | India (bandiera)             | D     | Akbar Khan                 |
| 7  | India (bandiera)             | A     | Varun Thokchom             |
| 8  | India (bandiera)             | C     | Yumkhaibam Jiteshwor Singh |
| 9  | Trinidad e Tobago (bandiera) | A     | Judah García               |
| 10 | Trinidad e Tobago (bandiera) | C     | Nathaniel García           |
| 11 | India (bandiera)             | A     | Khanngam Horam             |
| 12 | India (bandiera)             | C     | Benjamin Lupheng           |
| 17 | India (bandiera)             | C     | Khaimithang Lhungdim       |
| 18 | India (bandiera)             | A     | Khundom Lucky              |
| 19 | India (bandiera)             | A     | Songpu Singsit             |
| 22 | India (bandiera)             | P     | Rahul Ramchandra Yadav     |

| N. |                  | Ruolo | Calciatore                   |
| -- | ---------------- | ----- | ---------------------------- |
| 23 | India (bandiera) | D     | Kongbrailatpam Manjit Sharma |
| 24 | India (bandiera) | D     | Saikhom Thomas               |
| 25 | India (bandiera) | D     | Lamjingba Mutum              |
| 26 | India (bandiera) | D     | Wangkheimayum Olen           |
| 27 | India (bandiera) | D     | Takhellambam Deepak          |
| 28 | India (bandiera) | D     | Rishan Ahanthem              |
| 30 | India (bandiera) | C     | Lungunhao Sithou             |
| 33 | India (bandiera) | P     | Golmei Dihempu Rongmei       |
| 35 | India (bandiera) | C     | Wexlin Shoburaj              |
| 36 | India (bandiera) | C     | Nayan Agaewal                |
| 39 | India (bandiera) | A     | Aryan Gupta                  |
| 45 | India (bandiera) | A     | Wakambam Michael             |
| 50 | Nepal (bandiera) | C     | Prakash Budhathoki           |
|    | India (bandiera) | C     | Y Sonam Chothe               |
|    | India (bandiera) | D     | Seikhohao Haokip             |
|    | India (bandiera) | A     | Subhash Singh                |